# ألمانيا المحتلة (1945-1949)

مناطق الاحتلال الخاضعة لسيطرة قوات الحلفاء

ألمانيا المحتلة (1945-1949) هي الفترة التي احتلت فيها الأراضي الألمانية من قبل الحلفاء بعد هزيمتها في الحرب العالمية الثانية عام 1945، وتقاسم الحلفاء الأراضي المحتلة بينهم حتى عام 1949 حينما تأسست ألمانيا الغربية الموالية للمعسكر الغربي وألمانيا الشرقية الموالية للمعسكر الشرقي، فيما اقتطعت بعض أراضي ألمانيا وضمت لبولندا والاتحاد السوفيتي. بقيت ألمانيا بعد الحرب العالمية مقسمة بين شطرين شرقي وغربي حتى عام 1990 حينما اتحد شطري ألمانيا في دولة واحدة تحت اسم جمهورية ألمانيا الإتحادية عاصمتها برلين.